# Ocean X Team
Ocean X Team är en svensk grupp som letar efter förlista skeppsvrak och andra intressanta föremål som ligger på havsbottnen. Yrkesdykaren Peter Lindberg bildade gruppen Ocean X Team år 1992 tillsammans med entreprenören Dennis Åsberg.
Gruppen gjorde sitt första stora fynd 1992, när teamet hittade vraket av ett amerikanskt B-17-plan i Östersjön. Det andra stora fyndet gruppen gjorde var år 1997, då man fann Galeasen Jönköping i Ålands skärgård.
År 2011 hittade gruppen en märklig formation på bottnen av Östersjön, den så kallade Cirkeln på Östersjöns botten eller även kallat för Östersjömysteriet. År 2012 dök man återigen på platsen för fyndet; man tog bland annat prover och fotografier och gjorde noggranna sonarmätningar över fyndplatsen.